# Альфред Схредер
Альфред Схредер (нід. Alfred Schreuder, нар. 2 листопада 1972, Барневелд, Нідерланди) — нідерландський футболіст, що грав на позиції півзахисника. По завершенні ігрової кар'єри — тренер. З травня 2022 року очолює тренерський штаб команди «Аякс» (Амстердам).

## Життєпис
Протягом своєї кар'єри Схредер виступав за RKC Waalwijk, NAC Breda, Feyenoord, FC Twente і Vitesse. Після того, як у березні 2008 року він припинив виступи за ФК «Твенте», він приєднався до «СДВ Барневельд» на аматорській основі. Приблизно через три місяці він повернувся як професійний футболіст, підписавши контракт на один рік з «Вітесс». Він пішов у відставку в січні 2009 року.
3 січня 2022 року Схредер був призначений головним тренером «Брюгге», замінивши Філіпа Клемента, який пішов керувати «Монако». Після перемоги в бельгійській лізі у травні 2022 року він отримав дворічний контракт з «Аяксом».